# Jean-Pierre Roc-Roussey
Pour les articles homonymes, voir Roc et Roussey.
 (décembre 2023).
Si vous disposez d'ouvrages ou d'articles de référence ou si vous connaissez des sites web de qualité traitant du thème abordé ici, merci de compléter l'article en donnant les références utiles à sa vérifiabilité et en les liant à la section « Notes et références ».
 (décembre 2023).
- Si vous ne connaissez pas le sujet, laissez ce bandeau (vous pouvez alors contacter les auteurs).
- Si vous supprimez le contenu mis en cause (vous pouvez préalablement contacter les auteurs),

argumentez précisément cette suppression dans la page de discussion
(un manque de référence n'est pas un argument ; une recherche réelle de référence doit avoir été effectuée, être formellement documentée).
Jean-Pierre Roc-Roussey, né le 30 avril 1951 au Blanc-Mesnil, près de Paris, est un peintre français reconnu pour son style flamboyant. Il vit entre ses ateliers de Montmartre et celui d’Agde en Occitanie.

## Biographie
Son père était importateur de café et sa mère était issue d’une vieille famille de Normandie. Élevé dans sa petite enfance par ses grands-parents, dont le grand-père était imprimeur, pianiste et batteur de jazz qui ont permis à cet enfant solitaire de dessiner, dessin qui devient son expression naturelle et son terrain de jeu imaginaire.
Destiné par son père à une carrière dans le commerce du café, il choisit de s’affirmer et de suivre des études d’art à l’École Supérieure d’Art Moderne, ESAM, rue de la Pompe à Paris.
Jean-Pierre Roc-Roussey commence, après son service militaire dans la Marine où il peut s’inscrire aux Beaux-Arts de Toulon, une carrière dans la publicité et découvre l’effervescence des grandes agences dans cette période dorée des années 1970. La vie parisienne et sa passion des arts graphiques l’amènent également à collaborer avec des artistes comme Vasarely ou Guy de Rougemont. En parallèle avec son travail dans la publicité qui finance son train de vie, il peint, ce qui lui permet d’exposer.
Il est rapidement repéré en tant qu’artiste peintre par divers amateurs et décide d’être présent sur plusieurs salons artistiques comme le Salon d’Automne ou Figuration Critique. Il se nourrit de l’esprit du monde artistique et de la fréquentation d’autres artistes comme le peintre Jacques Poirier,.
Ses connaissances de l’art italien de la Renaissance sont en partie dues à sa passion pour les voyages en Italie où il intègre et s’imprègne de la culture et du raffinement des grandes cités et des grands maitres qui les ont faites.
Sa rencontre avec le directeur d’Opera Gallery, Gilles Dyan, marque sans aucun doute un tournant dans sa carrière puisque ce dernier va le convaincre de se consacrer uniquement à la peinture et lui assurer un soutien sans faille dès le début des années 2000.

## Les années 1980-2000
Époque de couleurs sombres opaques sans luminosité, les personnages se détachent à peine du fond. Jean-Pierre Roc-Roussey passe dans un abîme, son propre abîme. Malgré son amour pour les primitifs italiens et son adoration pour Klimt, il faut attendre qu’une rupture se produise.
En 1998, il s’installe au bord de la Méditerranée et les couleurs apparaissent, Jean-Pierre Roc-Roussey devient un coloriste. Le bleu arrive en premier sur ses toiles puis viennent les couleurs les plus dynamiques, couleurs chaudes, exubérantes qu’il va modéliser et qui vont donner des mouvements à tous les personnages représentés. Le déploiement des tons vifs est au service d’un style oriental, estampes japonaises, miniatures mogholes inspirent un système de courbes, de poses, une gestuelle qui vient de sa connaissance et de son admiration de la calligraphie. Comme Matisse qui dit que « la révélation est venue de l’orient», Jean-Pierre Roc-Roussey est amoureux de l’Asie.

## Qui sont les figures représentées?
Les personnages les plus représentés sont des femmes, elles sont guerrières, messagères, amoureuses, rêveuses et l’attitude de leur corps traduit une énergie et une puissance extraordinaire.
Elles sont saisies dans un instant précis, comme leur visage, en vol ou dans la danse et la course, généralement hors du sol dans un espace libre. Le fond a une luminosité légèrement mouvante. Jean-Pierre Roc-Roussey aime le style oriental, japonisant et fondé sur un système de courbes et de poses, une gestuelle calligraphique et l'horreur du vide. Pour cette raison, les personnages occupent presque tout l’espace de la toile. 
Plusieurs galeries importantes et des musées de premier plan ont exposé ses œuvres, principalement le groupe Opera Gallery, que ce soit à Paris, Londres, New York, Singapour, Dubaï, Moscou, Séoul, Monaco, etc.
Les œuvres de Jean-Pierre Roc-Roussey sont vendues régulièrement en salle des ventes produisant des résultats entre 836 USD et 80251 USD en fonction de la taille et du médium de l’œuvre.
Depuis 2008, le prix record pour cet artiste est de 80 251 dollars américains, pour Ange messager aux ailes d’or, vendu par Masterpiece Auction à Singapour.

## Expositions
- 1989 Gallerie Beauvau, Paris. Figuration critique / Sociétaire du Salon d’Automne /Salon des Indépendants/Salon des Artistes Français/ Musée du Théâtre Mogador en permanence
- 1990 Saint-Petersburg, Russia
- 1990 Tretiakov Gallery, Moskow, Russie
- 1991 Town Hall Paris (18e, 9e et  6e), France
- 1991 Mons Museum, Belgique
- 1991 French Embassy, Washington, États-Unis
- 1991 Santillana, Espagne
- 1993 Dong Ha Gallery, Seoul, Corée du Sud
- 1994 Festival Hall, Biarritz, France
- 1994 Rundetaarn, Copenhagen, Danemark
- 1996 Centre Pablo Picasso, Nancy, France
- 1996 Retrospective, siège Société Générale, Paris, France
- 1996 Galerie Béatrice Soulié, Paris, France
- 1997 Château d’Homécourt, France
- 1998 La Grande Arche, Paris, France
- 1998 Palais des Congrès, Royan, France
- 2000 Salons Taverny Bouffemont, La Rochelle, France
- 2000 Galerie l’Orée du Rêve, La Rochelle, France
- 2002 Opera Gallery, Bukamara Museum Art, Tokyo, Japon
- 2002 Opera Gallery, Paris, France
- 2006 Opera Gallery, Venice, Italie
- 2006 Lita Cabellut & Jean-Pierre Roc-Roussey, Opera Gallery, London, Grande-Bretagne
- 2007 Sport in Art, Opera Gallery, Paris
- 2007 Sport in Art, Museum of Contemporary Art Shanghai, China
- 2007 Sport in Art, Art Museum of Guangzhou, China
- 2007 Sport in Art, The Museum of Modern Art, Nanjing, China
- 2007 Sport in Art, Gallery of Lu Xun Art Academy, Shenyang, China
- 2007 Sport in Art, Sichuan Fine Arts Institute, Chongqing, China
- 2007 Sport in Art, Today Museum, Beijing, China
- 2008 In the mood for love, London, Grande-Bretagne
- 2008 Opera Gallery, Dubaï opening
- 2008 Jean-francois Larrieu, Mauro Corda, Jean-Pierre Roc-Roussey, Opera Gallery, Seoul, Corée du Sud
- 2008 Ordrupgaard Museum, Copenhagen, Danemark
- 2008 Johanne Corno & Jean-Pierre Roc-Roussey,  Opera Gallery, New York, États-Unis
- 2009 Vivian Cisinski & Jean-Pierre Roc-Roussey, Opera Gallery, Hong Kong
- 2010 Lita Cabellut & Jean-Pierre Roc-Roussey, Opera Gallery, Dubaï, Émirats arabes unis
- 2011 Inbar Tolla & Jean-Pierre Roc-Foussey, Opera Gallery, Singapour
- 2012 Jean-Pierre Roc-Roussey, Opera Gallery, Dubaï, Émirats arabes unis
- 2012 Nicholas Rossini Di Santi & Jean-Pierre Roc- Roussey, Opera Gallery, Singapour
- 2013 Apsaras, Opera Gallery, Paris, France
- 2014 The woman the myth the mystery, Opera Gallery, Dubaï, Émirats arabes unis
- 2016 Impressions of Singapore, Opera Gallery, Singapour
- 2016 Turbans et kimonos, Opera Gallery, Beyrouth, Liban
- 2018 Kachina et geisha, Opera Gallery, Paris, France
- 2019 Brillant hues the power of red and gold, Opera Gallery, Dubaï
- 2019 Realm of imagination, Opera Gallery, Singapour[15]
- 2022 En permanence Opera Gallery
- 2024 Exposition en l'honneur du royaume du Bouthan, Opera Gallery Singapoure[16]